# Haven (videogioco)
Haven è un videogioco di ruolo sviluppato dallo studio francese The Game Bakers e pubblicato in download digitale nel dicembre 2020 per Windows, PlayStation 5 e Xbox One, mentre le versione Xbox Series X/S e Nintendo Switch hanno raggiunto il mercato a febbraio dell'anno successivo.

## Trama
Haven racconta la storia di Kay e Yu, due giovani innamorati, unici abitanti di un pianeta chiamato Fonte che, a causa di eventi ignoti, è stato soggetto a svariate catastrofi naturali che ne hanno frammentato la superficie lasciando il suo nucleo completamente aperto facendo fuoriuscire perpetuamente flussi di energia pura. I due giovani abitano in una piccola astronave, utilizzata per raggiungere il pianeta, che hanno trasformato in un alloggio di fortuna ribattezzandola "Il nido". 
Inizialmente i due vivono un'esistenza pacifica: esplorano l'isolotto sul quale hanno effettuato un atterraggio di fortuna procurandosi cibo e altri beni necessari per la loro sopravvivenza dando, quando possibile, libero sfogo al loro amore reciproco e puro. Un giorno, a causa di una piccola scossa di terremoto, il nido viene gravemente danneggiato e i due si vedono costretti ad effettuare una disperata ricercare allo scopo di trovare pezzi necessari per la riparazione dell'astronave.
Kay scopre che l'energia che rilascia il pianeta non è solamente illimitata, ma può anche venire facilmente incanalata sia dalle strumentazioni tecnologiche che dalla fauna del pianeta; grazie a questo fenomeno i due riescono a creare dei "ponti di flusso" che, mettendo in contatto le svariate isole, possono utilizzare per esplorare maggiormente Fonte.
Durante l'avventura i due scoprono che, nonostante le pessime condizioni, il pianeta è ancora in grado di offrire vegetazione e frutti in abbondanza e gli animali selvatici popolano ancora le varie isole anche se, alcuni di essi, sembrano essere stati contaminati da una strana sostanza rossa che li rende aggressivi. Dopo averla analizzata si scopre che essa, chiamata ruggine, proviene direttamente dalle profondità di Fonte ed è in grado di assorbire l'energia stessa del pianeta.
Man mano che proseguono nella loro ricerca, Kay e Yu fanno la scoperta di svariate abitazioni abbandonate che pullulano l'intero pianeta ed esse sembrano trovarsi sempre in prossimità di svariate strutture di ricerca appartenenti ad un'organizzazione chiamata ExoNova. Alla luce di ciò i due iniziano ad interrogarsi su questi strani ritrovamenti rivelando maggiori dettagli sul loro passato e sul motivo per il quale hanno deciso di fuggire su Fonte: i ragazzi, infatti, provengo da due pianeti diversi appartenenti ad un sistema solare governato interamente da un regime totalitario chiamato Arnia (Apiary in inglese) che, per avere un maggior controllo sulla popolazione, proibisce i rapporti di coppia che non siano combinati e approvati dal governo stesso, vietando completamente i rapporti interplanetari per mantenere la purità di razza. Kay proviene infatti da un pianeta di ceto sociale basso chiamato Sotto mentre Yu proviene dal pianeta Sopra, dove le classi sono molto più agiate.
Durante una delle tante esplorazioni, Kay e Yu si ritrovano faccia a faccia con un plotone di calabroni, robot soldati sotto il controllo dell'Arnia. Dopo essere riusciti miracolosamente a scappare i ragazzi, temendo che il governo fosse riuscito a rintracciarli, decidono di riattivare una vecchia torre radio per chiamare Erena, madre di Yu nonché attuale amministratore delegato della ExoNova, per avere chiarimenti sull'accaduto. Erena conferma che l'Arnia è riuscita a rintracciarli seguendo la scia di un'enorme ponte di flusso che ha origine direttamente dal centro stesso di Fonte e, nonostante nutra una forte preoccupazione per l'incolumità dei ragazzi, gli consiglia di consegnarsi alle mani del governo senza opporre resistenza e di accettare il loro destino perché, con il tempo, lo impareranno ad accettare e ad amare, esattamente come è stato per lei anni prima. 
Rientrati nel Nido, Yu, in un momento di forte tensione, confessa a Kay che il compagno a cui era stata destinata prima di fuggire con lui su Fonte è Ozias, un uomo a stretto contatto con il governo di Arnia e conosciuto in tutto il sistema solare per la sua spietatezza. Kay, in un momento di collera, incolpa Yu di avergli tenuto la verità nascosta e tra i due scoppia in un litigio. Il giorno dopo Kay si risveglia solo nel letto e, preoccupato, va a cercare Yu ritrovandola vicino alla torre radio usata il giorno prima. 
La ragazza confessa di essersi recata lì durante la notte in un forte momento di rabbia allo scopo di ricontattare la madre per tornare sul suo pianeta ma, poco dopo aver raggiunto la torre, ha avuto immediatamente un ripensamento e voleva tornare indietro, cosa che però gli è stata impedita a causa di una forte scossa di terremoto che ha chiuso il passaggio per tornare al Nido. 
Kay indica così a Yu una strada secondaria e, mentre l'attraversa, la ragazza scopre le rovine di un'enorme porta chiusa con una strana serratura. Dopo essersi ricongiunti, Yu mostra a Kay il bizzarro ritrovamento e il ragazzo nota che un simbolo sulla porta coincide perfettamente con quello di un ciondolo che porta al collo. Avvicinando il ciondolo alla serratura, la porta si apre automaticamente e, al suo interno, i due trovano un enorme estrattore di ruggine con al suo interno una sostanza ancora più potente chiamata iper-ruggine. In quel momento dei ricordi riaffiorano nella mente dei ragazzi. I due, infatti, erano già stati su Fonte da bambini con i loro rispettivi genitori ma per scopi diversi: Yu era stata lì con sua madre durante una delle prime spedizioni di ExoNova mentre i genitori di Kay erano semplicemente due dipendenti al servizio dell'organizzazione, il ragazzo arriva così alla conclusione che i suoi genitori siano probabilmente morti dopo il disastro di Fonte, dichiarando di aver trascorso la maggior parte della sua infanzia in un orfanotrofio. 
Il giorno dopo i due vengono raggiunti da un piccolo drone che proietta un ologramma di Ozias. Egli conferma di essere stato lui ad inviare i calabroni e afferma di essere intenzionato a riavere Yu a tutti i costi, minacciando la coppia dincendogli che, se non avessero collaborato, avrebbe ordinato di effettuare su di loro una "ricalibrazione", ovvero una sorta di lavaggio del cervello con lo scopo di cancellare i ricordi relativi alla persona a cui non si era stati predestinati. Dopo un momento di panico iniziale, a Yu viene un'idea: creare uno strumento alimentato ad iper-ruggine che possa assorbire l'energia del ponte di flusso che interconnette Fonte con il resto del sistema solare. Dopo aver realizzato un guanto adibito a questo scopo, la coppia finisce di riparare il nido e, seguendo l'enorme scia d'energia, raggiungono l'interno di un vulcano, punto di origine del flusso. 
I due ragazzi si ritrovano così a dover fronteggiare un'importante decisione: chiudere per sempre il ponte, impedire a chiunque di entrare ma, al tempo stesso, rimanendo bloccati per sempre su fonte; oppure lasciare tutto così com'è, cercando di respingere Ozias e il governo di Arnia il più possibile, combattendo fino all'ultimo per il loro amore mantenendo però viva anche la loro libertà. La scelta spetterà al giocatore. 
Se si sceglie la prima opzione, i due si avvicineranno al flusso, assorbendolo e distruggendo definitivamente ogni possibilità di entrare e lasciare Fonte. Yu, nel tentativo di salvare la vita a Kay, rimarrà fortemente ferita, ma sopravvivrà. I due torneranno così nel nido, Kay curerà le ferite di Yu e, dopo essersi messi a letto insieme, i due piangono di gioia pensando al futuro che li aspetta: un futuro in cui il loro amore, puro e libero, prospererà per tutta la loro vita senza alcuna preoccupazione da parte del mondo esterno. 
Nel caso si scelga la seconda opzione, la coppia combatterà con tutte le proprie forze contro i calabroni di Ozias che però avranno la meglio. Il Nido viene distrutto e Kay e Yu ricalibrati. I due iniziano a vivere due vite separate: Kay ha un figlio con la sua compagna e Yu vive con Ozias. Senza alcun ricordo di Fonte e le vicende vissute insieme, entrambi osservano il cielo con un sorriso malinconico, accettando la loro situazione senza però conoscere il vero amore. 

## Modalità di gioco
Haven è un videogioco di ruolo in terza persona con elementi survival e visual novel. Il gioco fornisce la possibilità di controllare entrambi i personaggi sia in modalità giocatore singolo che in modalità multigiocatore. 

## Sviluppo
The Game Bakers ha dichiarato di aver realizzato Haven con l'obiettivo di creare un gioco che si concentrasse maggiormente sulla trama e sulla relazione romantica tra i due protagonisti. Un tema che, sempre secondo The Game Bakers, è affrontato poco nell'industria videoludica. Inizialmente il progetto prevedeva la presenza di otto coppie diverse di personaggi (alcune delle quali omosessuali), l'idea fu però scartata perché, secondo il direttore artistico di The Game Bakers, si allontanva troppo dalla visione iniziale del titolo, andando ad influnzare negativamente il messaggio finale per il quale Haven era stato creato. Nonostante questo le coppie dello stesso sesso (versioni alternative di Kay e Yu) vennero aggiunte in un aggiornamento gratuito rilasciato successivamente su tutte le piattaforme.